# Кубок Кремля
Кубок Кремля (с 2016 года ВТБ Кубок Кремля) — профессиональный теннисный турнир, который с 1990 года проводился осенью в Москве, Россия, на хардовых кортах. По состоянию на 2021 год мужской турнир относится к серии ATP 250 с призовым фондом около 700 тыс. долларов и турнирной сеткой, рассчитанной на 32 участника в одиночном разряде и 16 пар; а женский — к категории WTA 500 с призовым фондом около 550 тыс. долларов и турнирной сеткой, рассчитанной на 28 участниц в одиночном разряде и 16 пар.

## История
Кубок Кремля был основан накануне сезона 1990 года швейцарским бизнесменом Сассоном Какшури, став первым российским профессиональным теннисным турниром международного уровня. Первые шесть сезонов проводились лишь мужские соревнования, а с 1996 года Кубок Кремля был объединён с женским Открытым чемпионатом Москвы. С 2000 года оба турнира проходили не только под одним названием, но и в рамках одной игровой недели. Мужской приз всегда имел лишь базовую категорию основного тура ATP, а женский в 1997—2008 годах являлся частью турнира первой категории WTA.
Призовой фонд первого отдельного мужского турнира составил 330 тысяч долларов, а за следующие пять лет организаторы смогли довести выплаты игрокам до 1,1 миллионов, продержав его на этом уровне в течение четырёх сезонов. Призовой фонд первого женского турнира составил 400 тысяч долларов, но уже через год он был поднят до 925 тысяч, а к 2006 году достиг своего пикового значения — 1,34 миллионов.
С 1990 по 2018 года турнир проходил в СК «Олимпийский», где для его проведения укладывались корты с покрытием хард (в последние годы — RuCourt). Игровыми являлись четыре корта, а ещё несколько кортов укладывались только для тренировок участников. Вместимость трибун составляла 15 тысяч зрителей. После того, как спорткомплекс «Олимпийский» закрылся на реконструкцию, турнир перенесли в ледовый дворец «Крылатское». Были оборудованы четыре игровых корта; вместимость центрального составила 6000 человек. Ледовое покрытие не растапливалось. Для тренировок использовался соседний велотрек «Крылатское».
Турнир 2020 года, который был запланирован на вторую половину октября, впервые за 30 лет в середине сентября был отменён из-за ситуации с пандемией COVID-19. При этом другой российский турнир ATP St. Petersburg Open прошёл в октябре 2020 года.
В 2021 году женский турнир после изменения категорий WTA был понижен в категории до WTA 500 (высшей категорией с сезона 2021 года вместо WTA Premier является WTA 1000). Призовой фонд женского турнира по сравнению с 2019 годом сократился почти в два раза (с 1032 тыс. до 565 тыс. долларов). Призовой фонд мужского турнира также уменьшился (с 922 тыс. до 697 тыс. долларов). Турнир впервые прошёл сразу на двух площадках — Дворец гимнастики Ирины Винер-Усмановой и дворец спорта «Лужники».
В 2022 году в связи с российским вторжением на Украину Россия была лишена права проведения международных спортивных соревнований, в том числе теннисных под эгидой ATP и WTA, организаторы планировали провести турнир в новом формате, но в октябре 2022 года отказались от этой идеи.
Мужской турнир трижды признавался ATP лучшим соревнованием их основного тура по организации: в 1993, 1994 и 1996 годах.
В 2017 году банк ВТБ стал титульным спонсором соревнований, после чего турнир переименовали в «ВТБ Кубок Кремля».

### Победители и финалисты
Победителями Кубка Кремля суммарно во всех разрядах становились представители 38 стран. Россияне лидируют с большим отрывом по общему количеству побед (48), они выигрывали турнир чаще всех в каждом из разрядов. Также более 10 побед суммарно одержали теннисисты из США (13) и Чехии (13). Кроме России как минимум по одной победе в каждом из разрядов имеют также Франция, Швейцария, Германия и Испания.
Рекордсменом мужского одиночного соревнования по числу титулов является Евгений Кафельников, шесть раз подряд игравший на домашних кортах в финале и выигравший пять титулов. Три победы в одиночном разряде на счету россиянина Николая Давыденко. В 1997—2009 годах российские теннисисты выиграли 11 из 13 титулов. В 2010—2017 годах до финала не доходил ни один россиянин.
Женский приз куда более разнообразен в части победительниц: лишь трём теннисисткам удалось выиграть московское соревнование более одного раза — на счету Анастасии Мыскиной, Мари Пирс и Светланы Кузнецовой по два титула.
Рекордсменом мужского парного турнира по числу побед является Максим Мирный, который выигрывал пять раз: 4 раза в 2001—2005 годах и ещё одну победу белорус одержал в 2017 году в возрасте 40 лет. Причём каждый раз Мирный выигрывал титул в альянсе с новым партнёром. По три титула на счету Франтишека Чермака, Паула Хархёйса и Дмитрия Турсунова. В соревнованиях женских пар также есть единоличный лидер по числу титулов: на счету Надежды Петровой три победы на Кубке Кремля; ещё семь теннисисток выиграли по два титула.

## Финалы турнира

### Мужчины

#### Одиночный разряд
| Год  | Победитель                                     | Финалист                                       | Счёт финала                                    |
| ---- | ---------------------------------------------- | ---------------------------------------------- | ---------------------------------------------- |
| 2022 | Отменён из-за российского вторжения на Украину | Отменён из-за российского вторжения на Украину | Отменён из-за российского вторжения на Украину |
| 2021 | Аслан Карацев                                  | Марин Чилич                                    | 6-2 6-4                                        |
| 2020 | Отменён из-за пандемии коронавирусной инфекции | Отменён из-за пандемии коронавирусной инфекции | Отменён из-за пандемии коронавирусной инфекции |
| 2019 | Андрей Рублёв                                  | Адриан Маннарино                               | 6-4 6-0                                        |
| 2018 | Карен Хачанов                                  | Адриан Маннарино                               | 6-2 6-2                                        |
| 2017 | Дамир Джумхур                                  | Ричардас Беранкис                              | 6-2 1-6 6-4                                    |
| 2016 | Пабло Карреньо Буста                           | Фабио Фоньини                                  | 4-6 6-3 6-2                                    |
| 2015 | Марин Чилич (2)                                | Роберто Баутиста Агут                          | 6-4 6-4                                        |
| 2014 | Марин Чилич                                    | Роберто Баутиста Агут                          | 6-4 6-4                                        |
| 2013 | Ришар Гаске                                    | Михаил Кукушкин                                | 4-6 6-4 6-4                                    |
| 2012 | Андреас Сеппи                                  | Томас Беллуччи                                 | 3-6 7-6(7-3) 6-3                               |
| 2011 | Янко Типсаревич                                | Виктор Троицки                                 | 6-4 6-2                                        |
| 2010 | Виктор Троицки                                 | Маркос Багдатис                                | 3-6 6-4 6-3                                    |
| 2009 | Михаил Южный                                   | Янко Типсаревич                                | 6-7(5-7) 6-0 6-4                               |
| 2008 | Игорь Куницын                                  | Марат Сафин                                    | 7-6(8-6) 6-7(4-7) 6-3                          |
| 2007 | Николай Давыденко (3)                          | Поль-Анри Матьё                                | 7-5 7-6(11-9)                                  |
| 2006 | Николай Давыденко (2)                          | Марат Сафин                                    | 6-4 5-7 6-4                                    |
| 2005 | Игорь Андреев                                  | Николас Кифер                                  | 5-7 7-6(7-3) 6-2                               |
| 2004 | Николай Давыденко                              | Грег Руседски                                  | 3-6 6-3 7-5                                    |
| 2003 | Тейлор Дент                                    | Саргис Саргсян                                 | 7-6(7-5) 6-4                                   |
| 2002 | Поль-Анри Матьё                                | Шенг Схалкен                                   | 4-6 6-2 6-0                                    |
| 2001 | Евгений Кафельников (5)                        | Николас Кифер                                  | 6-4 7-5                                        |
| 2000 | Евгений Кафельников (4)                        | Давид Приносил                                 | 6-2 7-5                                        |
| 1999 | Евгений Кафельников (3)                        | Байрон Блэк                                    | 7-6(7-2) 6-4                                   |
| 1998 | Евгений Кафельников (2)                        | Горан Иванишевич                               | 7-6(7-2) 7-6(7-5)                              |
| 1997 | Евгений Кафельников                            | Петр Корда                                     | 7-6(7-2) 6-4                                   |
| 1996 | Горан Иванишевич                               | Евгений Кафельников                            | 3-6 6-1 6-3                                    |
| 1995 | Карл-Уве Штееб                                 | Даниэль Вацек                                  | 7-6(7-5) 3-6 7-6(8-6)                          |
| 1994 | Александр Волков                               | Чак Адамс                                      | 6-2 6-4                                        |
| 1993 | Марк Россе (2)                                 | Патрик Кюнен                                   | 6-4 6-3                                        |
| 1992 | Марк Россе                                     | Карл-Уве Штееб                                 | 6-2 6-2                                        |
| 1991 | Андрей Черкасов (2)                            | Якоб Хласек                                    | 7-6(7-2) 3-6 7-6(7-5)                          |
| 1990 | Андрей Черкасов                                | Тим Майотт                                     | 6-2 6-1                                        |

#### Парный разряд
| Год  | Победители                                     | Финалисты                                      | Счёт финала                                    |
| ---- | ---------------------------------------------- | ---------------------------------------------- | ---------------------------------------------- |
| 2022 | Отменён из-за российского вторжения на Украину | Отменён из-за российского вторжения на Украину | Отменён из-за российского вторжения на Украину |
| 2021 | Матве Мидделкоп (2) Харри Хелиёваара           | Томислав Бркич Никола Чачич                    | 7:5, 4:6, [11-9]                               |
| 2020 | Отменён из-за пандемии коронавирусной инфекции | Отменён из-за пандемии коронавирусной инфекции | Отменён из-за пандемии коронавирусной инфекции |
| 2019 | Марсело Демолинер Матве Мидделкоп              | Симоне Болелли Андрес Мольтени                 | 6:1, 6:2                                       |
| 2018 | Остин Крайчек Раджив Рам                       | Максим Мирный Филипп Освальд                   | 7:6(4), 6:4                                    |
| 2017 | Максим Мирный (5) Филипп Освальд               | Дамир Джумхур Антонио Шанчич                   | 6:3, 7:5                                       |
| 2016 | Хуан Себастьян Кабаль Роберт Фара              | Юрген Мельцер Юлиан Ноул                       | 7:5, 4:6, [10-5]                               |
| 2015 | Андрей Рублёв Дмитрий Турсунов (3)             | Раду Албот Франтишек Чермак                    | 2:6, 6:1, [10-6]                               |
| 2014 | Франтишек Чермак (3) Иржи Веселый              | Сэмюэль Грот Крис Гуччоне                      | 7:6(2), 7:5                                    |
| 2013 | Михаил Елгин Денис Истомин                     | Кен Скупски Нил Скупски                        | 6:2, 1:6, [14-12]                              |
| 2012 | Франтишек Чермак (2) Михал Мертиняк            | Симоне Болелли Даниэле Браччали                | 7:5, 6:3                                       |
| 2011 | Франтишек Чермак Филип Полашек                 | Карлос Берлок Давид Марреро                    | 6:3, 6:1                                       |
| 2010 | Дмитрий Турсунов (2) Игорь Куницын             | Виктор Троицки Янко Типсаревич                 | 7:6(8), 6:3                                    |
| 2009 | Пабло Куэвас Марсель Гранольерс                | Михал Мертиняк Франтишек Чермак                | 4:6, 7:5 [10-8]                                |
| 2008 | Сергей Стаховский Потито Стараче               | Стивен Хасс Росс Хатчинс                       | 7:6(4), 2:6, [10-6]                            |
| 2007 | Марат Сафин Дмитрий Турсунов                   | Томаш Цибулец Ловро Зовко                      | 6:4, 6:2                                       |
| 2006 | Фабрис Санторо Ненад Зимонич                   | Франтишек Чермак Ярослав Левинский             | 6:1, 7:5                                       |
| 2005 | Максим Мирный (4) Михаил Южный                 | Игорь Андреев Николай Давыденко                | 6:1, 6:1                                       |
| 2004 | Игорь Андреев Николай Давыденко                | Махеш Бхупати Йонас Бьоркман                   | 3:6, 6:3, 6:4                                  |
| 2003 | Махеш Бхупати Максим Мирный (3)                | Уэйн Блэк Кевин Ульетт                         | 6:3, 7:5                                       |
| 2002 | Роджер Федерер Максим Мирный (2)               | Джошуа Игл Сэндон Столл                        | 6:4, 7:6(0)                                    |
| 2001 | Максим Мирный Сэндон Столл                     | Махеш Бхупати Джефф Таранго                    | 6:3, 6:0                                       |
| 2000 | Йонас Бьоркман Давид Приносил                  | Иржи Новак Давид Рикл                          | 6:2, 6:3                                       |
| 1999 | Джастин Гимелстоб Даниэль Вацек                | Андрей Медведев Марат Сафин                    | 6:2, 6:1                                       |
| 1998 | Джаред Палмер (2) Джефф Таранго                | Евгений Кафельников Даниэль Вацек              | 6:4, 6:7, 6:3                                  |
| 1997 | Мартин Дамм Цирил Сук                          | Дэвид Адамс Фабрис Санторо                     | 6:4, 6:3                                       |
| 1996 | Рик Лич Андрей Ольховский                      | Иржи Новак Давид Рикл                          | 4:6, 6:1, 6:2                                  |
| 1995 | Байрон Блэк Джаред Палмер                      | Томми Хо Бретт Стивен                          | 6:4, 3:6, 6:3                                  |
| 1994 | Якко Элтинг (2) Паул Хархёйс (3)               | Дэвид Адамс Андрей Ольховский                  | Без игры                                       |
| 1993 | Якко Элтинг Паул Хархёйс (2)                   | Ян Апелль Йонас Бьоркман                       | 6:1 — отказ                                    |
| 1992 | Мариус Барнард Джон-Лаффни де Ягер             | Дэвид Адамс Андрей Ольховский                  | 6:4, 3:6, 7:6                                  |
| 1991 | Эрик Елень Карл-Уве Штееб                      | Андрей Черкасов Александр Волков               | 6:4, 7:6                                       |
| 1990 | Хендрик Ян Давидс Паул Хархёйс                 | Джон Фицджеральд Андерс Яррид                  | 6:4, 7:6                                       |

### Женщины

#### Одиночный разряд
| Год  | Победительница                                 | Финалистка                                     | Счёт финала                                    |
| ---- | ---------------------------------------------- | ---------------------------------------------- | ---------------------------------------------- |
| 2022 | Отменён из-за российским вторжением на Украину | Отменён из-за российским вторжением на Украину | Отменён из-за российским вторжением на Украину |
| 2021 | Анетт Контавейт                                | Екатерина Александрова                         | 4:6, 6:4, 7:5                                  |
| 2020 | Отменён из-за пандемии коронавирусной инфекции | Отменён из-за пандемии коронавирусной инфекции | Отменён из-за пандемии коронавирусной инфекции |
| 2019 | Белинда Бенчич                                 | Анастасия Павлюченкова                         | 3:6, 6:1, 6:1                                  |
| 2018 | Дарья Касаткина                                | Унс Джабир                                     | 2:6, 7:6(3), 6:4                               |
| 2017 | Юлия Гёргес                                    | Дарья Касаткина                                | 6:1, 6:2                                       |
| 2016 | Светлана Кузнецова (2)                         | Дарья Гаврилова                                | 6:2, 6:1                                       |
| 2015 | Светлана Кузнецова                             | Анастасия Павлюченкова                         | 6:2, 6:1                                       |
| 2014 | Анастасия Павлюченкова                         | Ирина-Камелия Бегу                             | 6:4, 5:7, 6:1                                  |
| 2013 | Симона Халеп                                   | Саманта Стосур                                 | 7:6(1), 6:2                                    |
| 2012 | Каролина Возняцки                              | Саманта Стосур                                 | 6:3, 4:6, 7:5                                  |
| 2011 | Доминика Цибулкова                             | Кайя Канепи                                    | 3:6, 7:6(1), 7:5                               |
| 2010 | Виктория Азаренко                              | Мария Кириленко                                | 6:3, 6:4                                       |
| 2009 | Франческа Скьявоне                             | Ольга Говорцова                                | 6:3, 6:0                                       |
| 2008 | Елена Янкович                                  | Вера Звонарёва                                 | 6:2, 6:4                                       |
| 2007 | Елена Дементьева                               | Серена Уильямс                                 | 5:7, 6:1, 6:1                                  |
| 2006 | Анна Чакветадзе                                | Надежда Петрова                                | 6:4, 6:4                                       |
| 2005 | Мари Пирс (2)                                  | Франческа Скьявоне                             | 6:4, 6:3                                       |
| 2004 | Анастасия Мыскина (2)                          | Елена Дементьева                               | 7:5, 6:0                                       |
| 2003 | Анастасия Мыскина                              | Амели Моресмо                                  | 6:2, 6:4                                       |
| 2002 | Магдалена Малеева                              | Линдсей Дэвенпорт                              | 5:7, 6:3, 7:6(4)                               |
| 2001 | Елена Докич                                    | Елена Дементьева                               | 6:3, 6:3                                       |
| 2000 | Мартина Хингис                                 | Анна Курникова                                 | 6:3, 6:1                                       |
| 1999 | Натали Тозья                                   | Барбара Шетт                                   | 6:4, 6:2                                       |
| 1998 | Мари Пирс                                      | Моника Селеш                                   | 7:6(2), 6:3                                    |
| 1997 | Яна Новотна                                    | Ай Сугияма                                     | 6:3, 6:4                                       |
| 1996 | Кончита Мартинес                               | Барбара Паулюс                                 | 6:1, 4:6, 6:4                                  |

#### Парный разряд
| Год  | Победительницы                                 | Финалистки                                     | Счёт финала                                    |
| ---- | ---------------------------------------------- | ---------------------------------------------- | ---------------------------------------------- |
| 2022 | Отменён из-за российским вторжением на Украину | Отменён из-за российским вторжением на Украину | Отменён из-за российским вторжением на Украину |
| 2021 | Елена Остапенко Катерина Синякова              | Надежда Киченок Йоана Ралука Олару             | 6:2, 4:6, [10:8]                               |
| 2020 | Отменён из-за пандемии коронавирусной инфекции | Отменён из-за пандемии коронавирусной инфекции | Отменён из-за пандемии коронавирусной инфекции |
| 2019 | Сюко Аояма Эна Сибахара                        | Бетани Маттек-Сандс Кирстен Флипкенс           | 6:2, 6:1                                       |
| 2018 | Лаура Зигемунд Александра Панова               | Йоана Ралука Олару Дарья Юрак                  | 6:2, 7:6(2)                                    |
| 2017 | Тимея Бабош Андреа Главачкова (2)              | Николь Мелихар Анна Смит                       | 6:2, 3:6, [10-3]                               |
| 2016 | Андреа Главачкова Луция Градецкая              | Дарья Гаврилова Дарья Касаткина                | 4:6, 6:0, [10:7]                               |
| 2015 | Дарья Касаткина Елена Веснина (2)              | Ирина-Камелия Бегу Моника Никулеску            | 6:3, 6:7(7), [10-5]                            |
| 2014 | Мартина Хингис (2) Флавия Пеннетта (2)         | Каролин Гарсия Аранча Парра Сантонха           | 6:3, 7:5                                       |
| 2013 | Светлана Кузнецова Саманта Стосур (2)          | Алла Кудрявцева Анастасия Родионова            | 6:1, 1:6, [10-8]                               |
| 2012 | Екатерина Макарова Елена Веснина               | Мария Кириленко Надежда Петрова                | 6:3, 1:6, [10-8]                               |
| 2011 | Ваня Кинг Ярослава Шведова                     | Анастасия Родионова Галина Воскобоева          | 7:6(3), 6:3                                    |
| 2010 | Хисела Дулко Флавия Пеннетта                   | Сара Эррани М. Х. Мартинес Санчес              | 6:3, 2:6, [10:6]                               |
| 2009 | Надежда Петрова (3) Мария Кириленко            | Мария Кондратьева Клара Закопалова             | 6:2, 6:2                                       |
| 2008 | Надежда Петрова (2) Катарина Среботник         | Кара Блэк Лизель Хубер                         | 6:4, 6:4                                       |
| 2007 | Кара Блэк Лизель Хубер                         | Виктория Азаренко Татьяна Пучек                | 4:6, 6:1, [10:7]                               |
| 2006 | Квета Пешке Франческа Скьявоне                 | Ивета Бенешова Галина Воскобоева               | 6:1, 6:7(4), 6:1                               |
| 2005 | Лиза Реймонд (2) Саманта Стосур                | Ренне Стаббс Кара Блэк                         | 6:2, 6:4                                       |
| 2004 | Анастасия Мыскина Вера Звонарёва               | Вирхиния Руано Паскуаль Паола Суарес           | 6:3, 4:6, 6:2                                  |
| 2003 | Надежда Петрова Меган Шонесси                  | Анастасия Мыскина Вера Звонарёва               | 6:3, 6:4                                       |
| 2002 | Елена Дементьева Жанетт Гусарова               | Елена Докич Надежда Петрова                    | 2:6, 6:3 7:6(7)                                |
| 2001 | Мартина Хингис Анна Курникова                  | Елена Дементьева Лина Красноруцкая             | 7:6(1), 6:3                                    |
| 2000 | Жюли Алар-Декюжи Ай Сугияма                    | Мартина Хингис Анна Курникова                  | 4:6, 6:4, 7:6(5)                               |
| 1999 | Лиза Реймонд Ренне Стаббс                      | Жюли Алар-Декюжи Анке Хубер                    | 6:1, 6:0                                       |
| 1998 | Мари Пирс Наталья Зверева (2)                  | Лиза Реймонд Ренне Стаббс                      | 6:3, 6:4                                       |
| 1997 | Аранча Санчес Викарио Наталья Зверева          | Яюк Басуки Каролина Вис                        | 5:3, дисквал.                                  |
| 1996 | Наталья Медведева Лариса Савченко-Нейланд      | Сильвия Фарина Барбара Шетт                    | 7:6(5), 4:6, 6:1                               |

## Общее количество побед по странам
Победы в парном разряде учитываются отдельно для каждого участника, даже если пара из одной страны. После Кубка Кремля 2021 года
| Страна               | Мужчины одиночки | Мужчины пары | Женщины одиночки | Женщины пары | Всего |
| -------------------- | ---------------- | ------------ | ---------------- | ------------ | ----- |
| Россия               | 15               | 11           | 8                | 14           | 48    |
| США                  | 1                | 7            | —                | 5            | 13    |
| Чехия                | —                | 7            | 1                | 5            | 13    |
| Франция              | 2                | 1            | 3                | 2            | 8     |
| Беларусь             | —                | 5            | 1                | 2            | 8     |
| Нидерланды           | —                | 8            | —                | —            | 8     |
| Швейцария            | 2                | 1            | 2                | 2            | 7     |
| Германия             | 1                | 3            | 1                | 1            | 6     |
| Италия               | 1                | —            | 1                | 3            | 5     |
| Сербия               | 2                | 1            | 1                | —            | 4     |
| Словакия             | —                | 2            | 1                | 1            | 4     |
| Испания              | 1                | 1            | 1                | 1            | 4     |
| Австралия            | —                | 1            | —                | 3            | 4     |
| Хорватия             | 3                | —            | —                | —            | 3     |
| Япония               | —                | —            | —                | 3            | 3     |
| СССР                 | 2                | —            | н/д              | н/д          | 2     |
| ЮАР                  | —                | 2            | —                | —            | 2     |
| Колумбия             | —                | 2            | —                | —            | 2     |
| Зимбабве             | —                | 1            | —                | 1            | 2     |
| Украина              | —                | 1            | —                | 1            | 2     |
| Латвия               | —                | —            | —                | 2            | 2     |
| Босния и Герцеговина | 1                | —            | —                | —            | 1     |
| Уругвай              | —                | 1            | —                | —            | 1     |
| Бразилия             | —                | 1            | —                | —            | 1     |
| Австрия              | —                | 1            | —                | —            | 1     |
| Индия                | —                | 1            | —                | —            | 1     |
| Швеция               | —                | 1            | —                | —            | 1     |
| Узбекистан           | —                | 1            | —                | —            | 1     |
| Финляндия            | —                | 1            | —                | —            | 1     |
| Болгария             | —                | —            | 1                | —            | 1     |
| Югославия            | —                | —            | 1                | —            | 1     |
| Дания                | —                | —            | 1                | —            | 1     |
| Румыния              | —                | —            | 1                | —            | 1     |
| Эстония              | —                | —            | 1                | —            | 1     |
| Аргентина            | —                | —            | —                | 1            | 1     |
| Словения             | —                | —            | —                | 1            | 1     |
| Казахстан            | —                | —            | —                | 1            | 1     |
| Венгрия              | —                | —            | —                | 1            | 1     |

## Факты
- В женском парном соревновании в 1998—2004 годах на 7 турнирах подряд проигравшие в финале на следующий год становились победительницами турнира. 4 раза турнир выигрывала одна из пары прошлогодних финалисток, а 3 раза пара побеждала на следующий год в том же составе (1999 — Ренне Стаббс и Лиза Реймонд, 2001 — Мартина Хингис и Анна Курникова, 2004 — Анастасия Мыскина и Вера Звонарёва).
- В финалах женских турниров в одиночном разряде за 24 года было сыграно 56 сетов и лишь пять из них завершились тай-брейком (1998, 2002, 2011, 2013 и 2018). Победительница тай-брейка, вне зависимости от того в какой из партий он проводился, каждый раз становилось новой чемпионкой.
- В мужском парном разряде на Кубке Кремля побеждали 9 теннисистов, когда-либо становившиеся первой ракеткой мира в паре: Паул Хархёйс (Нидерланды), Якко Элтинг (Нидерланды), Байрон Блэк (Зимбабве), Джаред Палмер (США), Рик Лич (США), Юнас Бьоркман (Швеция), Максим Мирный (Белоруссия), Махеш Бхупати (Индия), Ненад Зимонич (Сербия).
- В 2011 году в финал женского парного турнира вышли сразу три теннисистки, некогда представлявшие Россию, но в этот момент игравшие под флагами других стран.